# Гриньково (Минская область)
Гринько́во (бел. Грынько́ва) — деревня в составе Демидовичского сельсовета Дзержинского района Минской области Белоруссии. Деревня расположена в 26 километрах от Дзержинска, 25 километрах от Минска и 12 километрах от железнодорожной станции Фаниполь.

## История
Известна со 2-й половины XVI века, как деревня в Минском повете Минском воеводстве Великого княжества Литовского. В 1588 году рядом с селом располагалось одноимённое имение. После второго раздела Речи Посполитой, в 1793 году — в составе Российской империи. Во 2-й половине XIX века — начале XX века деревня в составе Старосельской волости Минской губернии. В 1897 году, в деревне насчитывалось 26 жителей, в 1917 году — 27 жителей.
С 20 августа 1924 года деревня в составе Байдакского сельсовета (с 29 октября 1924 по 21 августа 1925 года назывался Ледниковским) Койдановского района Минского округа, с 23 марта 1932 года в составе Сталинского сельсовета (до 14 мая 1936 года — польском национальном с/с), с 29 июня 1932 года Койдановский район стал именоваться Дзержинским. 31 июля 1937 года Дзержинский польский национальный район был упразднён, территория сельсовета передана в состав Заславского района. С 20 февраля 1938 года деревня в составе Минской области, с 4 февраля 1939 года в составе восстановленного Дзержинского района. В 1926 году в посёлке Гриньково насчитывается 17 дворов, проживают 93 жителя. В годы коллективизации был организован колхоз.
В годы Великой Отечественной войны была оккупирована немецко-фашистскими захватчиками, с 28 июня 1941 по 6 июля 1944 года. На фронтах войны погибли 8 жителей деревни. С 8 апреля 1957 года находится в составе Демидовичского сельсовета. В 1960 году в деревне проживали 114 жителей, входила в состав колхоза им. Фрунзе (центр — д. Дворище). В 1991 году насчитывается 16 хозяйств, 43 жителя. По состоянию на 2009 год в составе УП «Демидовичи», насчитывается 11 хозяйств, 30 жителей.

## Население
| Численность населения (по годам) | Численность населения (по годам) | Численность населения (по годам) | Численность населения (по годам) | Численность населения (по годам) | Численность населения (по годам) | Численность населения (по годам) | Численность населения (по годам) | Численность населения (по годам) |
| 1897                             | 1909                             | 1917                             | 1926                             | 1960                             | 1991                             | 1999                             | 2004                             | 2009                             |
| -------------------------------- | -------------------------------- | -------------------------------- | -------------------------------- | -------------------------------- | -------------------------------- | -------------------------------- | -------------------------------- | -------------------------------- |
| 26                               | ↗55                              | ↘27                              | ↗93                              | ↗114                             | ↘43                              | ↘32                              | ↘31                              | ↘30                              |
| 2017                             | 2018                             | 2020                             | 2022                             |                                  |                                  |                                  |                                  |                                  |
| ↗48                              | ↗56                              | ↗71                              | ↗74                              |                                  |                                  |                                  |                                  |                                  |